# 幻嵌齒獸屬
幻嵌齒獸屬（學名：Nothogomphodon）是獸孔目獸頭亞目的一屬，生存於三疊紀中期的俄羅斯，是生存年代最晚的獸頭類之一。幻嵌齒獸是在1974年被敘述、命名，被歸類於包氏獸科的幻嵌齒獸亞科，只包含本屬。